# Taccjana Stukalava
Taccjana Sjarheeŭna Stukalava (in bielorusso Таццяна Сяргееўна Стукалава?; Vicebsk, 3 ottobre 1975) è un'ex sollevatrice bielorussa che ha gareggiato nella categoria dei pesi medi (fino a 63 kg).

## Carriera
Ai Campionati mondiali di Varsavia 2002 e Vancouver 2003 Taccjana Stukalava si piazzò rispettivamente all'8º posto finale con 195 kg nel totale e al 13º posto finale con 210 kg nel totale.
Nel 2004 partecipò alle Olimpiadi di Atene, dove riuscì a conquistare la medaglia di bronzo con 222,5 kg nel totale, dietro l'ucraina Natalija Skakun (242,5 kg) e la connazionale Hanna Bacjuška (stesso risultato di Skakun).